# Ampithoe pollex
Ampithoe pollex is een vlokreeftensoort uit de familie van de Ampithoidae. De wetenschappelijke naam van de soort is voor het eerst geldig gepubliceerd in 1910 door Kunkel.